# SAM Coupé

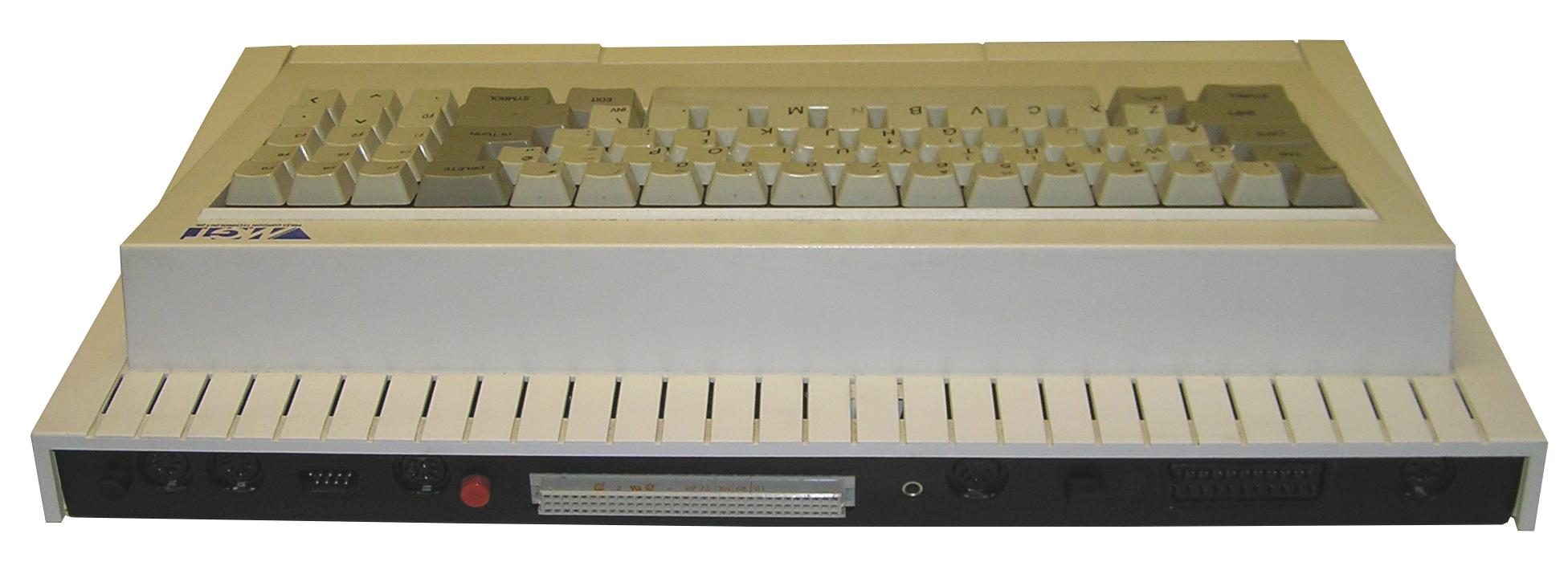
Вид ззаду

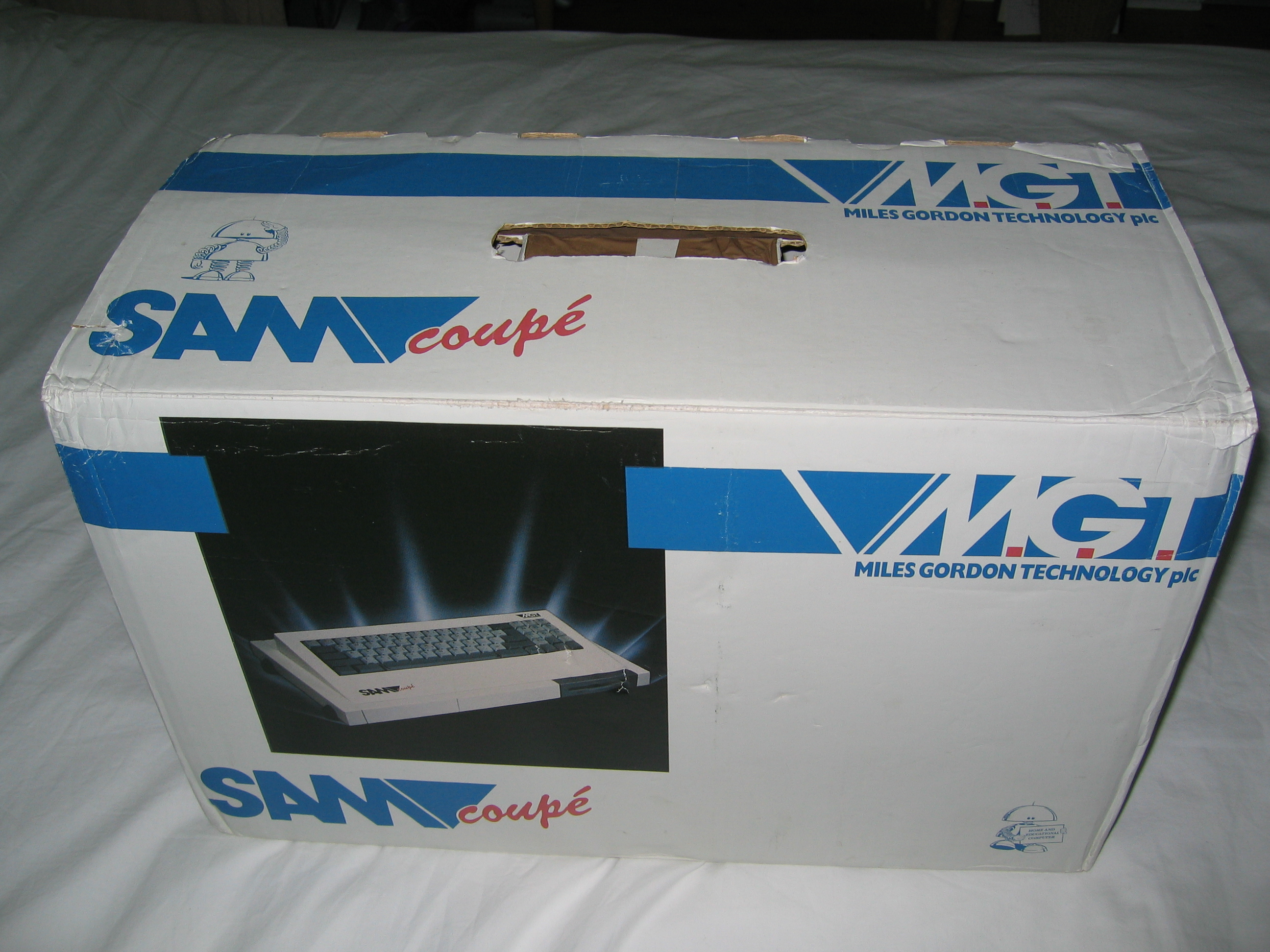
Коробка SAM Coupé

SAM Coupé — 8-бітний домашній комп'ютер, випущений у Великій Британії компанією Miles Gordon Technology (MGT) у 1989 році. Комп'ютер міг емулювати ZX Spectrum 48 та позиціювався як його оновлення.

## Технічні характеристики
- Процесор: Z80B на частоті 6 МГц
- Оперативна пам'ять: 256 КБ, можливе внутрішнє розширення до 512 КБ і зовнішнє розширення до 4 МБ; пам'ять блоками по 16 КБ проектувалася у чотири блоки адресного простору процесора.
- Відеорежими:
  - режим 4: 256×192, лінійний фреймбуфер, 4 біти на піксель (16 кольорів) = 24 КБ
  - режим 3: 512×192, лінійний фреймбуфер, 2 біти на піксель (4 кольори) = 24 КБ
  - режим 2: 256×192, лінійний фреймбуфер, 1 біт на піксель, а також 32×192 окремих атрибутів на кожний блок із 8×1 пікселів = 12 КБ
  - режим 1: 256×192, окремі атрибути, нелінійний фреймбуфер сумісний із ZX Spectrum = 6,75 КБ
- Звук: 6-канальний стереозвук.

«SAM Coupé» побудовано на мікропроцесорі Z80B, що працює на тактовій частоті 6 МГц і має ASIC-мікросехему, подібну до ULA у ZX Spectrum. Доступний процесору адресний простір у 64 КБ розділений на чотири блоки по 16 КБ, у котрі, використовуючи порти вводу-виводу, можна включати різні блоки оперативної пам'яті. У базовій моделі було 256 КБ оперативної пам'яті, яку можна було розширити до 512 КБ. Окрім цього, пам'ять можна було нарощувати додатковими блоками по 1 МБ, щонайбільше підтримувалося 4 таких блоки. Головним носієм даних була компакт-касета, також була можливість встановити у корпус один або два дисководи гнучких дисків розміру 3½ дюйми. Мікросхема Philips SAA 1099 забезпечувала шестиканальний стереозвук з діапазоном у 8 октав.

## Режим сумісності з ZX Spectrum
Емуляція ZX Spectrum обмежувалася емуляцією версії з 48 КБ пам'яті. При цьому у нижні 16 КБ копіювалася ZX Spectrum ROM, а відео перемикалося у режим 1, у якому частота процесора знижувалася. ZX Spectrum ROM не постачалася із комп'ютером, її потрібно було отримати із реального ZX Spectrum.
Оскільки швидкість роботи процесора не була точно такою ж як у оригіналі, деякі ігри для ZX Spectrum не працювали. Для вирішення цієї проблеми було створено пристрій Messanger, який міг зберігати стан пам'яті підключеного до нього ZX Spectrum на диск SAM Coupé. Messanger підключався до порту розширення Spectrum та до мережевого порту SAM Coupé.
Модель пам'яті ZX Spectrum 128 несумісна з моделлю пам'яті SAM Coupé, звукові чипи також відрізняються. Тим не менш, деякі ігри з цієї версії вдавалося конвертувати для роботи з SAM Coupé.